# أون هيوك
أون هيوك (اسمه الحقيقي لي هيوك جاي) هو مغنٍ وراقص من كوريا الجنوبية، وأحد أعضاء فرقة سوبر جونيور لغناء البوب الكوري.

## حياته الفنية
أون هيوك ولد (4إبريل 1986) في غويانغ، غيونغي. وفي عام 1999 عندما بلغ 13 سنة تقدم للاختبار لدى إس إم إنترتينمينت "SM entertainment"، من خلال نظام ستار لايت كاستينغ (star light casting) مع صديق الطفولة تشيا جونسو، بعد ذلك اختير تشيا جونسو ليوقع عقد مع الشركة، بينما فشل إن هيوك في اجتياز الاختبار، لكنه تقدم للاختبار في السنة التي تليها وقد نجح من خلال إظهار مواهبه وقدراته في الراب والرقص، وكمتدرب لدى (SM entertainment) بدأ إن هيوك يتدرب على الغناء والرقص والتمثيل كما أنه أخذ دورات بسيطة في اللغة الصينية.
في سنة 2002 تم اختار إن هيوك وتشا جونسو وسونغ من (زميله الحالي في سوبر جونيور) ليشكلوا مشروع فرقة ريذم أند بلوز، في السنة التالية، قام الثلاثي (إن هيوك، تشيا، سونغ من) مع ثلاثة أعضاء من فرقة تراكس trax (جي كيم، نو من-وو، كانغ جونغ-وو) بظهور صغير في برنامج هيجن مقابل كانغ تا أو (بوب مقابل روك) حيث قام كلا من مون هي-جن وكانغ تا بتعليمهم تقنيات مختلفة في الغناء، في سنة لاحقة، تفرق الثلاثي وأصبح تشيا جونسو عضوا في فرقة تي في أكس كيو

### سوبر جونيور 05
في سنة 2003، اختير إن هيوك وسونغ من مع عشر متدربين آخرين في مشروع فرقة جديدة، وبعدها شكل الأثنا عشر متدربا فرقة سوبر جونيور (05)، ليكونوا أول جيل من الفرقة الشبابية سوبر جونيور، وقد قامت فرقة سوبر جونيور (05) بظهورهم الرسمي في 6 نوفمبر سنة 2005 في برنامج الأغاني المشهورة (إنكيغايو) على قناة (sbs) وقد قاموا بأداء أغنيتهم توينز، نوك اوت (twins,knock out)، عرضهم هذا جذب أكثر من 500 معجب وجمع أيضا مشاهدين من الخارج من الصين واليابان. بعد شهر أصدروا البوما كاملا والذي حصل على المركز الثالث في برنامج ميك كي بوب (maik kpop) لمراتب الالبومات.

### سوبر جونيور
في مارس 2006 بدأت (SM entertainment) بجمع أعضاء جدد لضمهم للجيل الثاني من سوبر جونيور. لكن، الخطط تغيرت عندما قامت الشركة بإضافة العضو الثالث عشر كيو هيون وأعلنت الشركة عن توقف تشكيل الأجيال المستقبلية للفرقة، بعد ذلك قامت الفرقة بإزالة القرم (05) وأصبحوا رسميا ينادون باسم (سوبر جونيور)، في الصيف التالي، عادت الفرقة واشتهرت بعد إصدارها لأول أسطوانة منفردة لها يو (U) الذي بقي أنجح سنجل لسوجو في مراتب الأغاني مخطط بياني حتى إصدار أغنية آسف, آسف أو (sorry,sorry) في مارس 2009.

### الفرق الفرعية
فرقة سوبر جونيور تعتمد في مشوارها الفني طريقة إيجاد الفرق فرعية، حيث تضم كل فرقة فرعية بعضا من أعضاء الفرقة الأصلية (ما عدا سوبر جونيور M التي تضم عضوين من خارج أعضاء الفرقة الأصلية الثلاثة عشر) وذلك لإتاحة المجال لكل عضو لإظهار مواهبه حيث أن كثرة الأعضاء في الفرقة قد يمنع ذلك ولتقديم عدة أنواع من الموسيقى.
ففي فبراير 2007، أصبح إن هيوك عضو في فرقة سوبر جونيور T وهذه الفرقة تقدم موسيقى التروت (خبب (مشية الخيل)) وتتشكل من ستة أعضاء هم: لي توك، هي تشول، كانغ إن، شن دونغ، سونغ من، إن هيوك.
و في عام 2008 أصبح عضوا في فرقة سوبر جونيور هابي وتقدم موسيقى ال-بابل غام (علكة الفقاعات) وأعضاؤها هم نفس أعضاء سوبر جونيور T مع استبدال هي تشول بـ يي سونغ.
وفي عام 2011 إنضم إلى فرقة سوبر جونيور M مع سونغمن وهذه الفرقة تقدم الأغاني الصينية ولها شعبية كبيرة في الصين.

## حياته الشخصية
إن هيوك تخرج من جامعة بأي تشاي (pai chai university)، وله أخت كبرى اسمها لي سو-را، وله كلب يعيش مع والديه في غويانغ، كما أنه أفضل صديق لعضو تي في أكس كيو تشيا جونسو منذ سنوات الطفولة ولقد تدربا معا قبل ظهورهم كمغنين، وفي عرض تشيا المنفرد أوول رايس (all rise) في حفلة جولة TVXQ رايزينغ سن (rising sun) قام إن هيوك بأداء العرض معه كمغني راب.
لقد أعلن في 25 فبراير2010 أن إن هيوك أصيب بانفلونزا الخنازير لذلك لم يشارك في الحفلة الأضافية ل (جيرلز جنيريشن), وقد ذهب لي توك وهيتشول عوضاً عنه.في 5 مارس أعلنت شركة إس إم انه في الرابع من مارس ليلاً إن هيوك ذهب إلى المستشفى وتبين انه شفي تماماً، بعد ذلك، استأنف إن هيوك نشاطاته في حفلة شانغهاي سوبر شو 2 في السادس من مارس.

### ألقابه
في فترة مشواره الفني مع سوبر جونيور لقب بعدة ألقاب:
1) يلقب بآلة الرقص في سوبر جونيور (super junior’s dancing machine) وذلك بسبب مهارته الفائقة في الرقص.
2) يلقب بالمونكي (monkey) وذلك بسبب نشاطه وظرافته ولمظهره الخارجي.
3) يلقب بالأنشوفة (نوع من السمك) Anchovy بسبب جسمه النحيل جدا.
4) يلقب بالفتى الجوهرة "Jewel guy" وفي بداية ظهور الفرقة كان يعرف نفسه بالفتى الوسيم الأغلى من الجوهرة.

### حادث سير عام 2007
في 19 أبريل 2007 بعد شهرين تقريبا من إصدار سوبر جونيور T لسنجلهم روكوغو (Rokugo)، دخل إن هيوك المشفى نتيجة لحادث سيارة عندما كان في طريق عودته من برنامجه الراديو سوكيرا، لم يصب إن هيوك إلا بإصابات صغيرة وقد أخرج من المشفى بعد أربعة أيام في 23 أبريل.

## نشاطاته الأخرى

### تأليف الأغاني
إن هيوك معروف بتأليفه للأغاني وخاصة بكتابته لمقاطع الراب في أغاني الفرقة.
| الأغنية                                               | ملاحظة                                                                 | الأغنية                                    | ملاحظة                                                           |
| ----------------------------------------------------- | ---------------------------------------------------------------------- | ------------------------------------------ | ---------------------------------------------------------------- |
| كلمات الراب في أغنية أظهري لي حبك (show me your love) | من السنجل الشتوي مع TVXQ وكان قد كتبها مع هيتشول وشن دونغ.             | كلمات الراب في أغنيتهم المشهورة يو (U)     |                                                                  |
| أغنية حب وحيد (one love)                              | قام بأدائها في جولتهم الآسيوية سوبر شو (super show) مع سوبر جونيور KRY | أغنية I am                                 | مع زملائه لي توك وسونغ من ودونغهيه وهي إحدى أغاني البومهم الثاني |
| كلمات الراب لأغنية مرآة "mirror"                      | بالمشاركة مع دونغهيه.                                                  | أغنية بمناسبة عيد ميلاد زميله لي توك       | بثت في برنامج الراديو سوكيرا                                     |
| كلمات الراب لأغنية المقدمة الثانية لسوكيرا.           |                                                                        | كلمات أغنية رحلة قصيرة (short journey)     | قام بتلحينها دونغهيه.                                            |
| كلمات الراب لأغنية ماري يو marry u                    | ألف راب المقدمة وراب النهاية                                           | كلمات الراب لأغنية over                    | بالمشاركة مع هيتشول                                              |
| كلمات الراب لأغنية L.O.V.E                            | بالمشاركة مع كي بوم                                                    | كلمات الراب لأغنية rock this house         |                                                                  |
| كلمات الراب لأغنية lovely day                         |                                                                        | كلمات الراب لأغنية snow dream              |                                                                  |
| كلمات الراب لأغنية سوجو T "روكوغو"                    |                                                                        | كلمات الراب لأغنية"chutcha" من سنجل سوجو T |                                                                  |
| كلمات الراب لأغنية سوجو تي "no one like me"           | بالمشاركة مع هيتشول                                                    | كلمات الراب لأغنية you are my endless love |                                                                  |
| كلمات الراب لأغنية "disco drive"                      | بالمشاركة مع شين دونغ                                                  | كلمات الراب لأغنية "missin' U"             |                                                                  |
| كلمات الراب لأغنية "sapphire blue"                    |                                                                        | كلمات الراب لأغنية "midnight fantasy"      |                                                                  |
| كلمات الراب لأغنية song for you                       | بالمشاركة مع دونغهيه                                                   | كلمات الراب لأغنية سوجو هابي pajama party  |                                                                  |
| كلمات الراب لأغنية سوجو هابي sunny                    | بالمشاركة مع شين دونغ                                                  | كلمات الراب لأغنية سوجو هابي good luck     |                                                                  |
| كلمات الراب لأغنية super girl                         | ألفها للنسخة الجديدة التي يغنوها سوبر جونيور                           |                                            |                                                                  |

### تقديم البرامج
إن هيوك حل مكان كانغ إن في تقديم برنامج إم كاونت داون (Mcountdown) وهو البرنامج الموسيقي لقناة إم نت (Mnet) في آخر سنة 2006 مع زميليه في الفرقة لي توك وشن دونغ، واستمروا في تقديمه حتى بداية سنة 2008. كما يقوم إن هيوك أيضا بتقديم برنامج الراديو سوبر جونيور كس ذا راديو (suju kiss the radio) أو سوكيرا (sukira) مع زميله في الفرقة لي توك، ويروج هذا البرنامج للموسيقى الكورية وثقافتها، وقد تأسس هذا البرنامج في أغسطس 2006 وأصبح من أكثر برامج الراديو مشاهدة على القنوات الكورية.
| التاريخ                     | الاسم                                                       | ملاحظات                                                             |
| 10 نوفمبر 2005–27 مارس 2008 | Mnet M!Countdown                                            | برفقة لي توك وشن دونغ                                               |
| 7 يناير 2008–5 أبريل 2008   | ComedyTV Unbelievable Outing Season 3                       | مع أعضاء سوجو هابي ودونغهيه                                         |
| 10 يوليو 2008–9 أكتوبر 2008 | برنامج فرق الآيدول الموسم الأولMBC Idol Show Season 1       | مع سوجو هابي                                                        |
| 5 سبتمبر، 2009–الوقت الحالي | معجزة SBS Miracle                                           | مع لي توك، شن دونغ، سونغ من، كانغ إن                                |
| 16 سبتمبر 2009–الوقت الحالي | ملك الخاتم MBC King of the Ring                             | مع لي توك وشن دونغ                                                  |
| 2009_الوقت الحالي           | ستار كينغ Star king                                         | مع لي توك وشن دونغ ويقدمون ما يعرف بأكادمية توكي                    |
| 2009_الوقت الحالي           | سترونغ هارت Strong heart                                    | مع لي توك وشن دونغ ويقدمون ما يعرف بأكادمية توكي                    |
| 2010                        | إم بي سي ستار أوديشن " MBC star Audition : The Great Birth" | يقدمه برفقة شيندونغ                                                 |
| ديسمبر 2010-فبراير 2011     | فور سايت foresight                                          | وهو البرنامج الحواري الأول لسوبر جونيور ويقدمه برفقة لي توك كيوهيون |

| التاريخ                 | برنامج الراديو                                           | ملاحظات   |
| من 21 أغسطس، 2006–مستمر | Super Junior Kiss the Radio (슈퍼(주니어 키스 더 라디오) | مع لي توك |

### الرقص
عندما كان إن هيوك في الصف الثالث إنضم لعرض إظهار المهارات في صفه وعندها بدأ بالتدرب على الرقص وكان أول عرض يؤديه هو أغنية parting formula لفرقة R.ef حيث أداها مع اثنين من أصدقائه، وعندما كان في الصف الرابع انطلقت فرقة H.O.T فكان يحفظ كل رقصاتهم ويؤدي العروض في المناسبات.
في فرقة سوبر جونيور إن هيوك هو أحد الراقصين الأساسيين الستة، كما أنه قام بتصميم حركات الرقص لأغنية boom boom إحدى أغاني الألبوم الرابع.

## الفيلم
| السنة | اسم الفيلم                                      | الدور          | ملاحظات آخرى           |
| ----- | ----------------------------------------------- | -------------- | ---------------------- |
| 2007  | هجوم على الفتيان الوسيمين 꽃미남 연쇄 테러 사건 | نفسه (إن هيوك) | أصدر في كوريا الجنوبية |

## المسلسلات
| السنة | العنوان                                      | الدور                          | القناة | ملاحظات آخرى        |
| ----- | -------------------------------------------- | ------------------------------ | ------ | ------------------- |
| 2006  | رينبو رومانس rainbow romance 레인보우 로망스 | صديق هيتشول (راقص)             | mbc    | ضيف شرف (حلقة. 104) |
| 2011  | دريم هاي حلم الشباب (مسلسل)                  | مذيع الراديو في سوكيرامع ليتوك | KBS    | ضيف شرف (حلقة. 13)  |

## الجوائز
| السنة | الجائزة                                                          | ملاحظات                                   |
| ----- | ---------------------------------------------------------------- | ----------------------------------------- |
| 2009  | جائزة أفضل قادم جديد على برنامج ستار كينغ وسترونغ هارت (Variety) | بالمشاركة مع لي توك وبووم على سترونغ هارت |

## روابط خارجية
- أون هيوك على موقع IMDb (الإنجليزية)
- أون هيوك على موقع ميوزك برينز (الإنجليزية)
- أون هيوك على موقع ديسكوغز (الإنجليزية)
- أون هيوك على موقع قاعدة بيانات الفيلم (الإنجليزية)

- موقع شركة إس إم إنترتينمينت الرسمي
- موقع سوبر جونيور الرسمي
- موقع سوبر جونيور الصيني الرسمي
- موقع سوبر جونيور الياباني الرسمي
- الموقع الرسمي لسوبر جونيور تي
- الموقع الرسمي لسوبر جونيور هابي
- الموقع الرسمي لKBS سوبر جونيور كس ذا راديو
- تويتر إنهيوك
- إنهيوك Cyworld